# Jataúba
Jataúba là một đô thị thuộc bang Pernambuco, Brasil. Đô thị này có diện tích 715,72 km², dân số năm 2007 là 15074 người, mật độ 21,06 người/km².